# Ymseborg
 Denne artikel bør gennemlæses af en person med fagkendskab for at sikre den faglige korrekthed.

Ymseborg var en folkungerborg og en fæstning. Dens beliggenhed var på en høj ved søen Ymsen, mellem Vänern og Vättern, i Bæks sogn i det nuværende Töreboda kommune i Västergötland. Borgen er af ukendt alder men er formodentligt fra 1200-tallets begyndelse. Der har ikke fundet en udførlig undersøgelse sted.
Borgen blev ejet af blandt andet Filip Knutsson i 1200-tallet og blev sandsynligvis ødelagt i 1282. Første gangen borgen nævnes i annalerne er i foråret 1281, da Magnus Ladelås forfattede et brev fra borgen, dog med stavningen "Wmpsæborg".
Det spillede en vigtig rolle under Folkungeupproret mod Magnus Ladelås (1278–1280). Gerhard af Holstein blev anbragt her efter at være blevet arresteret i Skara.
Borgens opbygning og plan har ligheder med Öresten, Opensten og Kinnaborg. Slottet er bygget på en naturlig høj med stejle sider på Ymsens vestlige bred. En dæmning er oprettet ved vandløbet. Et lavere plateau på den sydlige side er afgrænset af slottets voldgrav og har sandsynligvis været en del af dets befæstning. Slottets kerne består af et firkantet granittårn med 10 meter sider. Hele borgens området er omgivet af en voldgrav eller ringmur, der måler omkring 20 x 30 meter. Slottet tjente som stenbrud ved opførelsen af herregården Ymsjöholm i det 18. århundrede, da der blev samlet meget materiale herfra.
Borgen forekommer også i Jan Guillous romaner Riket vid vägens slut og Arvet efter Arn.